# Liste der Stolpersteine in Mainz
Die Liste der Stolpersteine in Mainz enthält alle Stolpersteine, die von Gunter Demnig in Mainz und den AKK-Vororten verlegt worden sind. Sie sollen an die Opfer des Nationalsozialismus erinnern, die in Mainz ihren letzten bekannten Wohnsitz hatten, bevor sie deportiert, ermordet, vertrieben oder in den Suizid getrieben wurden.
342 Stolpersteine (+ eine Stolperschwelle in Mainz-Hechtsheim) sind in Mainz verlegt worden (inkl. Mainz-Kastel) Stand: 11. September 2024
Die Stadtteile sind nach der Liste der Ortsbezirke in der Landeshauptstadt Mainz angelegt.
 Karte mit allen Koordinaten: OpenStreetMap | WikiMap
| Ortsbezirke                                                                                              |
| --- |
| Altstadt • Neustadt • Oberstadt • Bretzenheim • Ebersheim • Finthen • Gonsenheim • Hechtsheim • Weisenau |

| AKK Vororte |
| ----------- |
| Kastel      |